# Крохмал, Нахман
Нахман Крохмал (1785, Броды — 1840, Тернополь) — религиозный философ, теолог, писатель, ранний деятель движения Гаскала.

## Биография
Нахман Крохмал родился в 1785 году в Бродах в семье зажиточного коммерсанта Шулима Крахмальника. Отец часто ездил по торговым делам в Берлин, где встречался с Моисеем Мендельсоном. Нахман получил обычное еврейское образование. Затем местные представители Гаскалы побудили его получить и европейское образование.
В 14 лет женился на дочери состоятельного человека и поселился у него в местечке Жолква, где провёл много лет и где в 1820 году у него родился сын Авраам, в будущем известный публицист. Там он усиленно занялся самообразованием: изучал немецкий, французский, арамейский, латинский языки и прежде всего философию.
Испытал влияние еврейских философов — Маймонида и Авраама Ибн Эзры, и немецких — Канта, Шеллинга, Гегеля. Быстро стал интеллектуальным лидером Галиции и играл ключевую роль в движении Гаскала. Подвергался нападкам традиционалистов, написал и опубликовал защитительное письмо.
Получил предложение занять раввинский пост в Берлине, но отказался. Играл большую роль в формировании науки о еврействе и в формировании еврейского национального самосознания. Главный свой труд «Путеводитель растерянных нашего времени» передал своему другу Л. Цунцу для посмертной редактуры и издания, что и было сделано в 1851 году. Этот труд был в значительной мере популяризацией истории и истории идей на иврите. В книге ощущается борьба за выработку подходящего языка. Является одним из основоположников научного анализа Библии.
В философском плане считал Мир порождением «Абсолютного Духа» из себя самого через серию самоограничений, чем сближался с Каббалой. Вслед за Гегелем Крохмал уделял большое внимание развитию национальных культур, в том числе еврейской. Согласно Гегелю, нации несут идеи; после реализации идеи нации приходят в упадок и исчезают. Согласно Гегелю, христианство является реализацией еврейской монотеистической идеи во всём мире, — стало быть, евреи должны были исчезнуть. Гегель не отвечает на вопрос, почему этого не произошло. По Крохмалу, еврейская культура несёт ещё одну идею человечеству — что Бог управляет историческим процессом. Сама судьба евреев показывает это, вследствие чего они никогда не исчезнут. Оказал значительное влияние на Моше Гесса, а через него на будущее сионистское движение.
Книги Крохмала играли большую роль как проводники европейской культуры в еврейство.